# 風の舞う場所
『風の舞う場所』（かぜのまうばしょ、原題: 風中戰士 ）は台湾のテレビドラマ。2005年に台湾の台湾電視公司で放送された。

## エピソード・サブタイトル
全20話
| 各話   | サブタイトル         |
| ------ | -------------------- |
| 第1話  | 恩讐の金メダル       |
| 第2話  | 父帰る               |
| 第3話  | すれ違う心           |
| 第4話  | 友達〜孤独な2人〜    |
| 第5話  | 近づく気持ち         |
| 第6話  | 星空の想い           |
| 第7話  | 迷い星、ふたつ       |
| 第8話  | 忍び寄る過去の影     |
| 第9話  | 取り戻した光         |
| 第10話 | 別れの決意           |
| 第11話 | 伝授！風形拳         |
| 第12話 | さよなら、私の杖     |
| 第13話 | 風の中の恋           |
| 第14話 | 今日を生きたい       |
| 第15話 | 母と娘、取り戻した絆 |
| 第16話 | 襲いかかる陰謀       |
| 第17話 | 戦線復帰             |
| 第18話 | 明かされる真相       |
| 第19話 | 明日を信じて         |
| 第20話 | 瞳の中に永遠に       |

## キャスト
| 役名                        | 俳優名                          |
| --------------------------- | ------------------------------- |
| ウェイ・ティンジュン 魏廷君 | 邱澤 （ロイ・チウ）             |
| ヤン・ムーフォン 楊沐風     | 王宗堯 （グレゴリー・ウォン）   |
| シャオジュー 李筑           | 柏妍安 （ケリー）               |
| インイン 方茵茵             | 房思瑜 （セレナ・ファン）       |
| ジャン・ポン 江鵬           | 何潤東 （ピーター・ホー）       |
| シャオチョウ 小周           | 鐘兆康 （ケン・チュン）         |
| アドゥ 阿杜                 | 雷凱                            |
| ヤン・チュンリン 楊春霖     | 李天柱 （リー・ティエンジュー） |
| リー会長 李穹               | 張國柱 （チャン・グォチュー）   |
| ウェイ・ジェンピン 魏建平   | 張振寰 （チャン・ジェンホアン） |
| ファンおばあさん 方奶奶     | 丁也恬                          |

## スタッフ
- 監督：苗子傑

## 音楽
- オープニングテーマ：「風之舞」（歌：何潤東、邱澤、王宗堯、鍾兆康）
- エンディングテーマ：「爲了遇見你」（歌：胡瑤）

## ソフトウェア

### DVD
販売元はポニーキャニオン
- 「風の舞う場所 DVD-BOX I」（2006年9月20日）
- 「風の舞う場所 DVD-BOX II」（2006年10月18日）